# Liber annalium iurium

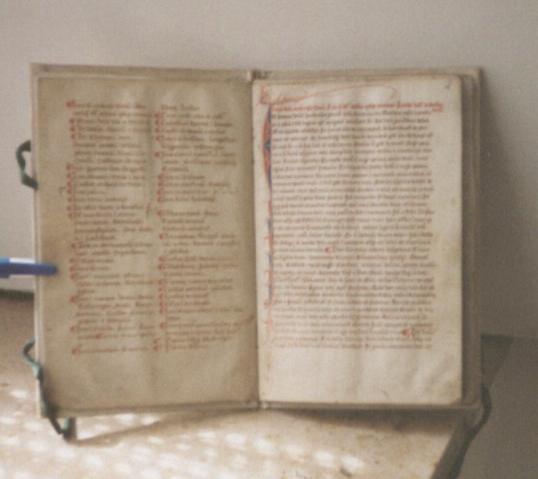
Le Liber annalium iurium dans les Archives diocésaines de Trèves

Le Liber annalium iurium (plus précisément Liber annalium iurium archiepiscopi et ecclesie Treverensis) est un inventaire des biens et droits de l'archidiocèse de Trèves, achevé vers 1220. Il contient une liste des biens fonciers, des impôts annuels et des revenus provenant d'autres titres légaux. La compilation a probablement été initiée sous l'archevêque Jean Ier († 1212) et achevée sous son successeur Théodoric II de Wied.
L'ouvrage constitue l'une des sources médiévales les plus importantes sur l'histoire impériale, territoriale et locale de la région de Trèves. Les sept châteaux forts de Trèves sont mentionnés pour la première fois : le château d'Arras (de) (en allemand Burg Arras), le château d'Ehrenbreitstein, le château de Grimburg (de) (en allemand Burg Grimburg), le château de Manderscheid (de) (Oberburg), le château de Neuerburg sur le Neuerburger Kopf (de) près de Wittlich, le château de Sarrebourg (de) et le château de Welschbillig (de).
Partiellement continué au XIIIe siècle et au début du XIVe siècle, le Liber annalium iurium est également l'un des précurseurs des réformes administratives de l'archevêque de Trèves Baudouin de Luxembourg et de sa vaste collection de documents (Balduineen).

## Sources
- (de) Liber annalium iurium archiepiscopi et ecclesie Treverensis, in : Heinrich Beyer, Leopold Eltester, Adam Goerz (arr.), Urkundenbuch zur Geschichte der jetzt die Preussischen Provinzen Coblenz und Trier bildenden mittelrheinischen Territorien. Tome 2 : Des années 1169 à 1212. Hölscher, Coblence 1865, n° 15, pp. 391-428 (lire en ligne).